# Museum Barberini
Das Museum Barberini ist ein Kunstmuseum am Alten Markt in Potsdam. Es befindet sich im rekonstruierten klassizistisch-barocken Palast Barberini, dessen architektonisches Vorbild und Namensgeber der Palazzo Barberini in Rom ist. Die Sammlungen und Ausstellungen reichen von den Alten Meistern bis zu zeitgenössischen Werken, ein Schwerpunkt liegt auf dem Impressionismus. Bis Mai 2019 wurden mehr als eine Million Besucher gezählt.

## Hintergrund
Der aus den 1770er Jahren stammende Palast Barberini am Alten Markt war am 14. April 1945 beim Luftangriff auf Potsdam kurz vor Ende des Zweiten Weltkriegs bis auf Teile der Fassade zerstört worden. 1948 wurde die Ruine abgetragen. Das Grundstück wurde, trotz diverser Pläne in den darauffolgenden Jahrzehnten, nicht wieder bebaut. Das änderte sich, als der Software-Unternehmer und Mäzen Hasso Plattner im Zuge der Neubebauung des alten Potsdamer Stadtzentrums den Wiederaufbau des Palastes unternahm, um ein Kunstmuseum für Potsdam zu gründen. Zuvor hatte Plattner bereits einen Großteil der Fassadenrekonstruktion des benachbarten Potsdamer Stadtschlosses gestiftet.
Der erste Spatenstich zum Wiederaufbau erfolgte im August 2013. Rekonstruiert wurden lediglich die Fassaden, der Innenausbau erfolgte unter modernen Gesichtspunkten, der laut Tagesspiegel „im Inneren das Barockisieren lässt“. Auf drei Etagen wurden Ausstellungssäle mit neuester Technik sowie hohen Decken mit Vouten und Eichenparkett geschaffen, insgesamt 17 Säle mit einer Gesamtfläche von 2200 Quadratmetern. Das Gebäude enthält darüber hinaus einen Shop, ein Café und Restaurant sowie ein Auditorium für Lesungen, Konzerte, Filmvorführungen, Theaterstücke und Vorträge. Es beherbergt die Sammlung der Hasso Plattner Foundation und bietet den Rahmen für Wechselausstellungen.
Die Eröffnung fand am 20. Januar 2017 statt. Als Gäste nahmen unter anderem die Bundeskanzlerin Angela Merkel, der Ministerpräsident Brandenburgs Dietmar Woidke und der Microsoft-Gründer Bill Gates teil. Der Öffentlichkeit ist das Museum seit dem 23. Januar 2017 zugänglich. Der britische Guardian zählte sie zu den weltweit wichtigsten Eröffnungen des Jahres 2017. Das Museum wird von Ortrud Westheider geleitet, die zuvor als Direktorin des Bucerius Kunst Forums in Hamburg u. a. Ausstellungen zu Frida Kahlo, Henri Matisse, Joan Miró, Pablo Picasso und William Turner realisierte.

Museum Barberini
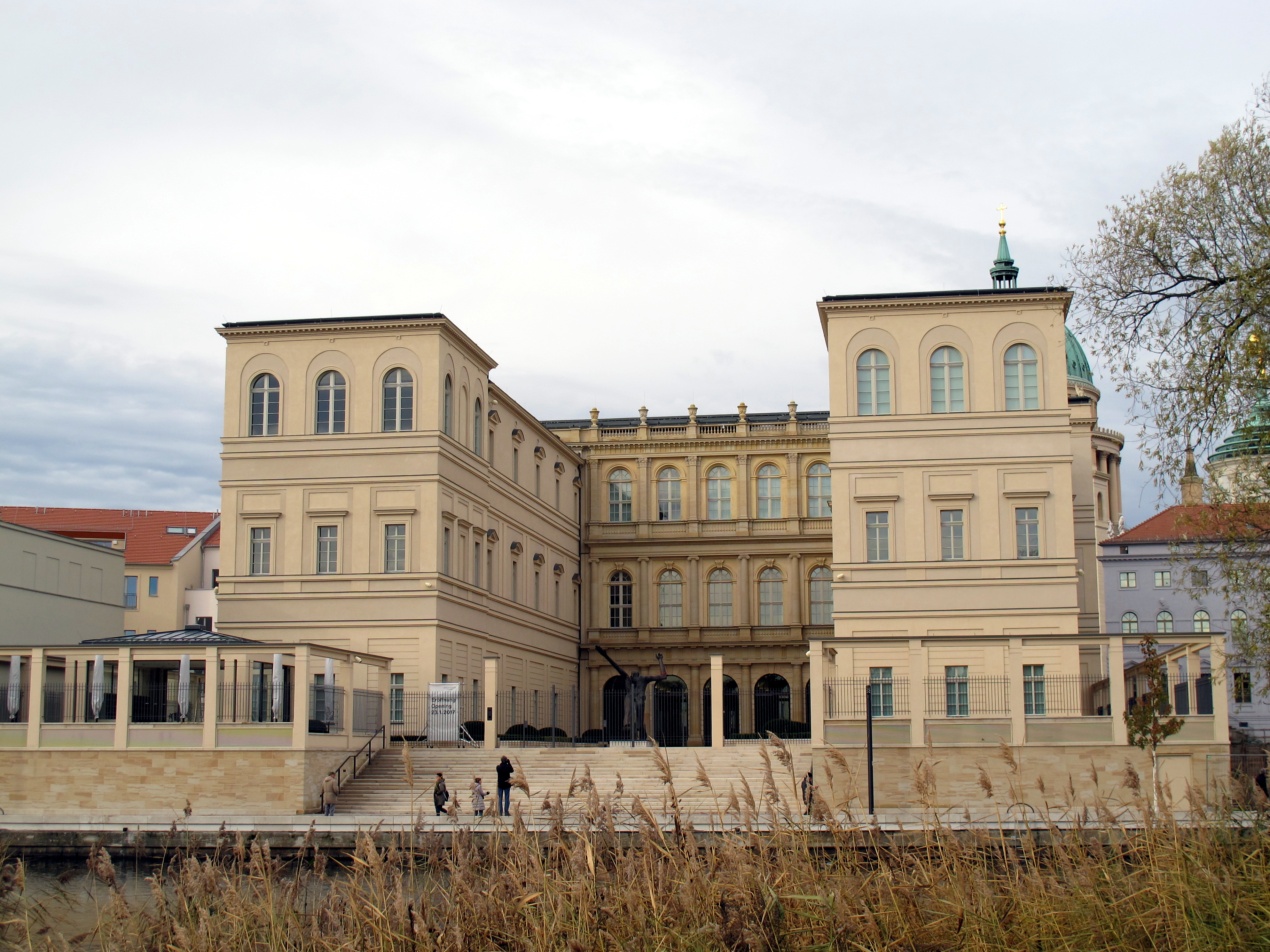
Rückseite des Museums Barberini (2016)
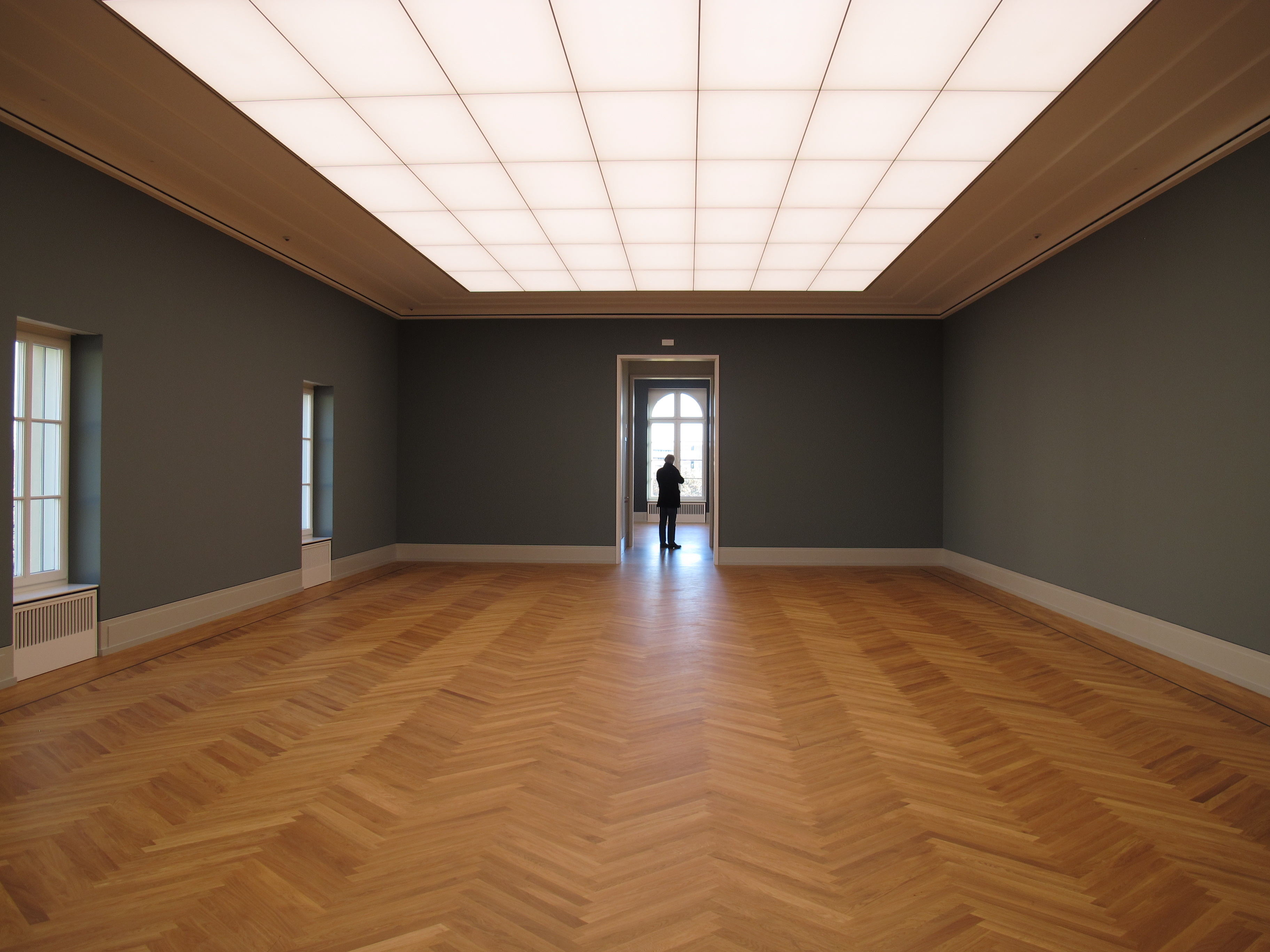
Ein Ausstellungsraum vor der Eröffnung, noch ohne Kunstwerke, November 2016
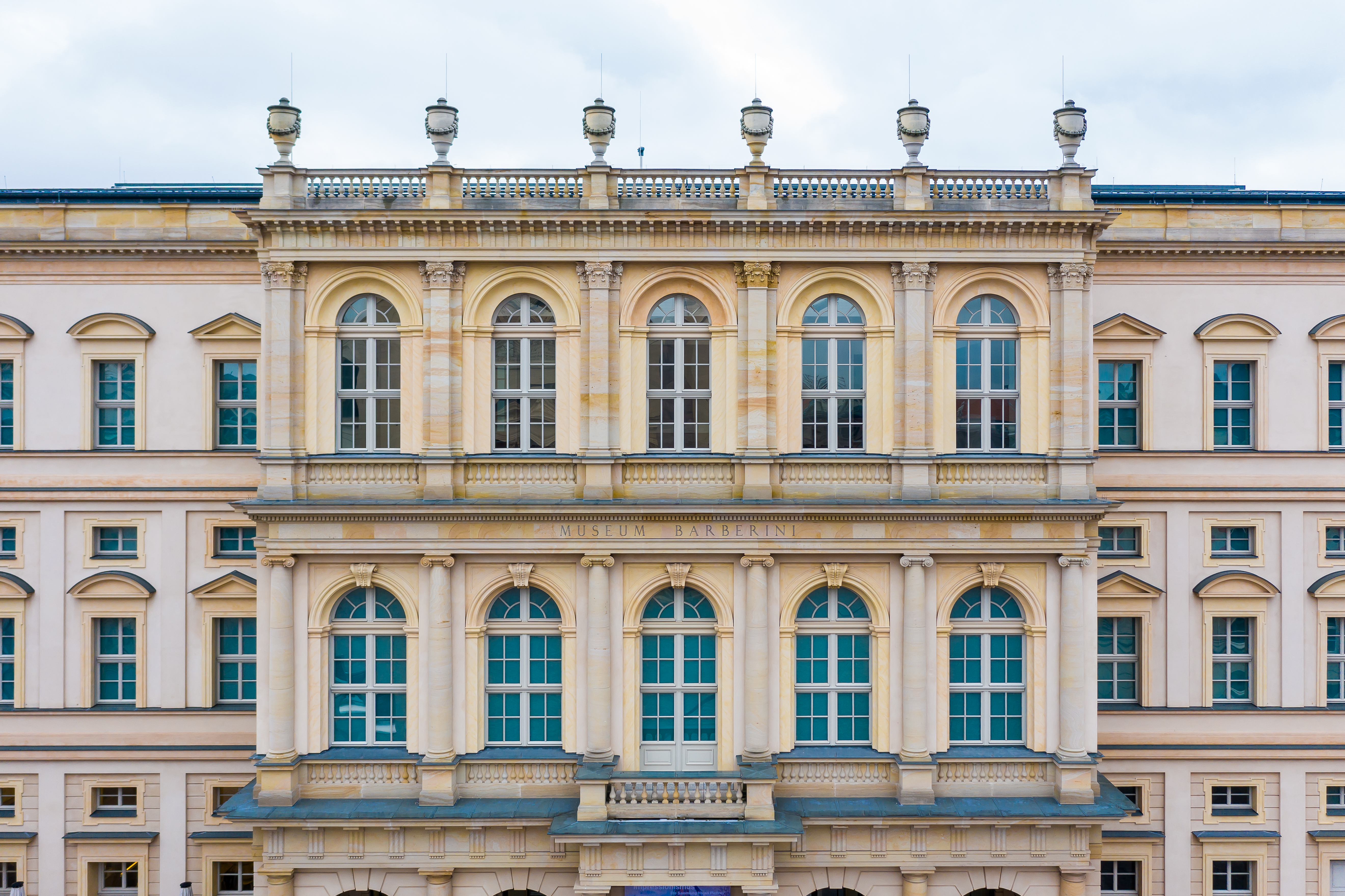

## Ausstellungen

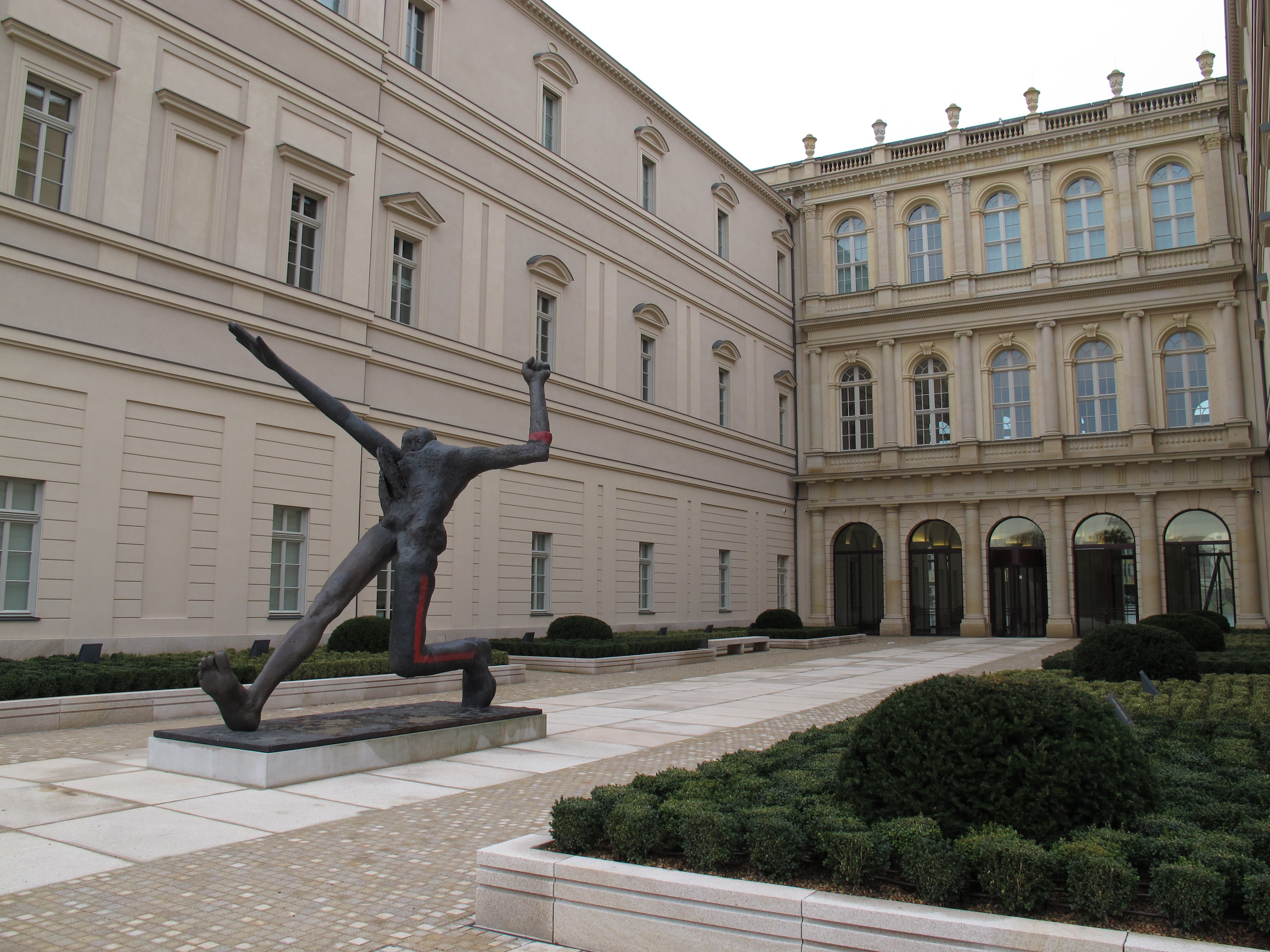
Bronzeplastik Der Jahrhundertschritt im Innenhof, November 2016

Die Ausstellungsthemen reichen von den Alten Meistern bis zur zeitgenössischen Kunst. Ausgehend von den Werken der Sammlung des Stifters und Mäzens Hasso Plattner präsentiert das Museum Barberini drei wechselnde Ausstellungen pro Jahr mit Leihgaben aus internationalen Museen und Privatsammlungen. Ein monumentaler Abguss der Skulptur Der Jahrhundertschritt von Wolfgang Mattheuer ist im Innenhof des Museums aufgestellt. Wissenschaftliche Symposien mit internationalen Kuratoren und Wissenschaftlern bereiten die Ausstellungen vor. Parallel dazu stellen Kunsthistoriker in wechselnden Präsentationen markante Werke in neue Kontexte.

### Dauerausstellung Impressionismus – Sammlung Hasso Plattner

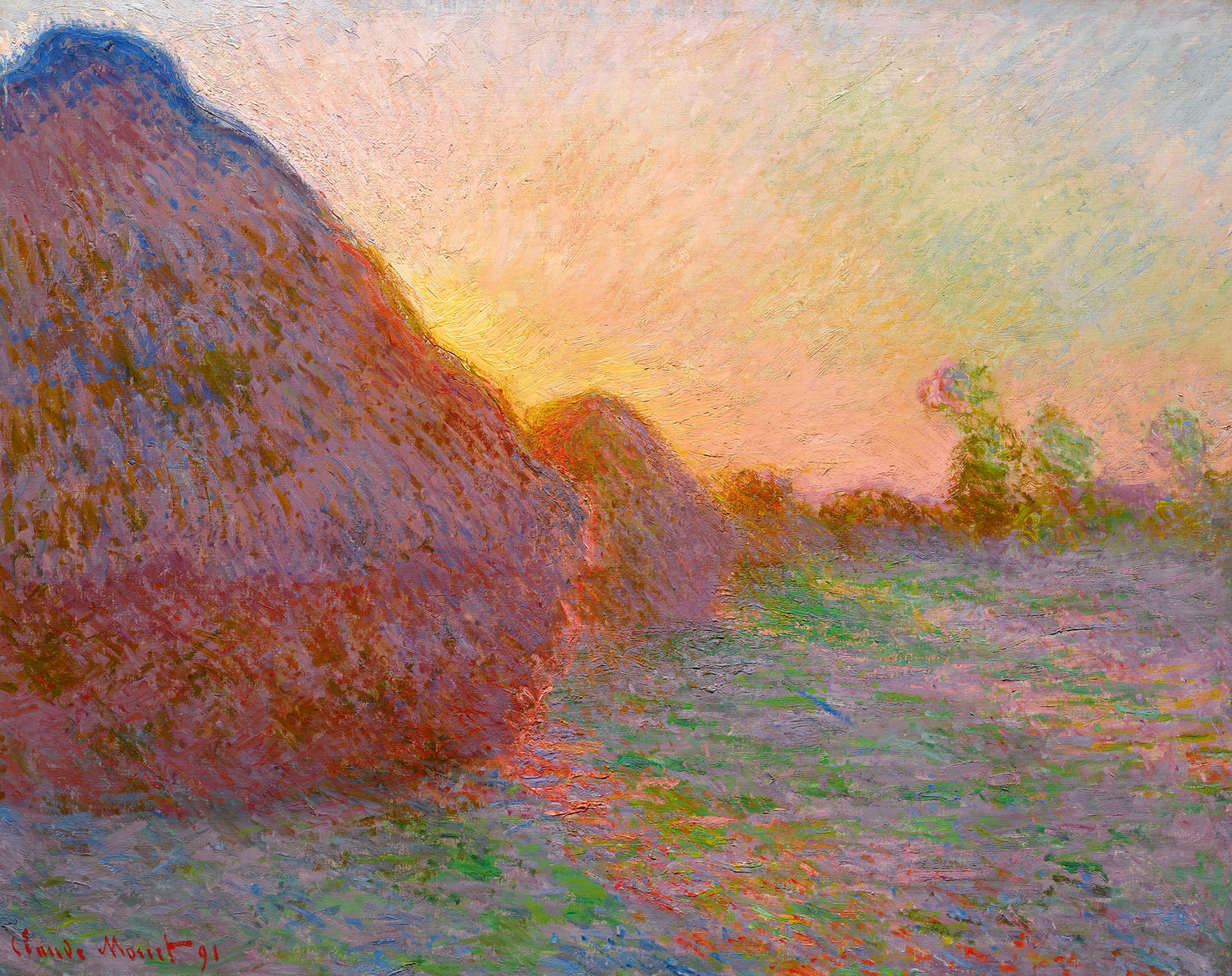
Claude Monet: Getreideschober, 1890. Sammlung Hasso Plattner, Museum Barberini, Potsdam

Seit September 2020 zeigt das Haus dauerhaft 107 Arbeiten des französischen Impressionismus und Post-Impressionismus der Sammlung des Museumsgründers Hasso Plattner – darunter Schlüsselwerke von Claude Monet (38), Gustave Caillebotte, Pierre-Auguste Renoir, Paul Signac, Alfred Sisley, Maurice de Vlaminck, Berthe Morisot, Camille Pissarro und Henri-Edmond Cross. Die Werke und ausführliche Informationen zu Provenienz, Literatur und Ausstellungsgeschichte sind auf der Online-Datenbank des Museums abrufbar. Eine der bekanntesten Arbeiten der Sammlung ist Monets Getreideschober aus der 26 Arbeiten umfassenden gleichnamigen Serie aus den Jahren 1890–1891, das Hasso Plattner im Mai 2019 bei einer Auktion bei dem Auktionshaus Sotheby’s in New York erwarb. Mit 38 Gemälden von Claude Monet verfügt das Museum Barberini über die größte Sammlung außerhalb von Paris und gilt damit als wichtiges Zentrum impressionistischer Landschaftsmalerei.
Die Sammlungspräsentation im Museum Barberini spannt den Bogen von den 1860er Jahren bis ins frühe 20. Jahrhundert und versammelt Werke aus drei Generationen an Künstlern, die oft zusammenarbeiteten, für ihre Gemälde an die gleichen Orte reisten und sich gegenseitig inspirierten. Anhand von acht zentralen Themen bietet die Schau die Möglichkeit, die Entwicklung der französischen Landschaftsmalerei in den Stilrichtungen des Impressionismus, Neoimpressionismus und Fauvismus nachzuvollziehen. Zu den bekanntesten Werken der Sammlung gehören Caillebottes Die Brücke von Argenteuil und die Seine (um 1883), Signacs Der Hafen bei Sonnenuntergang, Opus 236 (Saint-Tropez) (1892), sowie Monets Der Palazzo Contarini (1908) und die Seerosen (1914–1917).
Zwei Angehörige der Protestgruppe „Letzte Generation“ überschütteten am 23. Oktober 2022 das Gemälde Getreideschober mit Kartoffelbrei und klebten sich danach unter dem Bild an der Wand fest. Das durch eine Glasscheibe geschützte Werk trug keine Schäden davon.

### Ausstellungen 2017
Mit den Ausstellungen Klassiker der Moderne, Impressionismus. Die Kunst der Landschaft und Von Hopper bis Rothko. Amerikas Weg in die Moderne nahm das Museum – unterstützt u. a. mit Leihgaben der Eremitage, St. Petersburg, der National Gallery, Washington – 2017 sein auf internationalen Kooperationen beruhendes Ausstellungsprogramm auf. Mit der Ausstellung Hinter der Maske. Künstler in der DDR begann die Erforschung der eigenen Sammlung zur Kunst in der DDR, die in der deutschen Kunstgeschichte immer noch eine marginalisierte Position einnimmt. Ausgehend vom eigenen Bestand versammelte die Schau, die eine breite Diskussion in den Medien wie auch in der Gesellschaft zur Neuschreibung der deutschen Kunstgeschichte nach 1945 entfachte, über 100 Arbeiten von rund 80 Künstlern aus den Bereichen Malerei, Fotografie, Grafik, Collage und Skulptur.

### Ausstellungen 2018
2018 ging erstmals eine Ausstellung der Frage nach der ideengeschichtlichen Einbindung der Vorstellung vom Welttheater in der Kunst von Max Beckmann nach. Die Schau Max Beckmann. Welttheater versammelte mehr als 110 Leihgaben aus bedeutenden deutschen und internationalen Privatsammlungen und Museen wie den Harvard Art Museums, Boston, MoMA, New York, Nationalgalerie, Berlin und Tate, London.
Die Ausstellung Gerhard Richter. Abstraktion widmete sich im Sommer und Herbst 2018 erstmals den abstrakten Strategien und Verfahrensweisen im Gesamtwerk des Künstlers. Angeregt durch eine Neuerwerbung des Museum Barberini untersuchte die Schau, die in Zusammenarbeit mit dem Künstler entstand, das Verhältnis und die Bedeutungen von Abstraktion und Gegenstand in Richters Werk von den 1960er Jahren bis heute – von Fotografie und Farbmaterial, von Übermalung und Freilegung. Die Ausstellung vereinte rund 80 Werke aus internationalen Museums- und Privatsammlungen, darunter dem Gerhard Richter Archiv, Staatliche Kunstsammlungen Dresden, Collezione Prada, Mailand und der Fundação de Serralves, Museu de Arte Contemporânea, Porto.
Von November 2018 bis Februar 2019 zeigte das Museum Barberini die erste Retrospektive des Neoimpressionisten Henri-Edmond Cross (Farbe und Licht) in Deutschland. Um 1900 galt Cross als einer der bedeutendsten Vertreter der französischen Avantgarde und war für seine lichtdurchfluteten Darstellungen der Riviera bekannt. Die Retrospektive umfasste Leihgaben u. a. aus dem Musée d’Orsay in Paris, der National Gallery of Art in Washington, dem Museo Thyssen-Bornemisza in Madrid und der Ny Carlsberg Glyptotek in Kopenhagen. Ergänzt wurden sie durch Schlüsselwerke aus internationalen Privatsammlungen, die sonst der Öffentlichkeit nicht zugänglich sind.

### Ausstellungen 2019

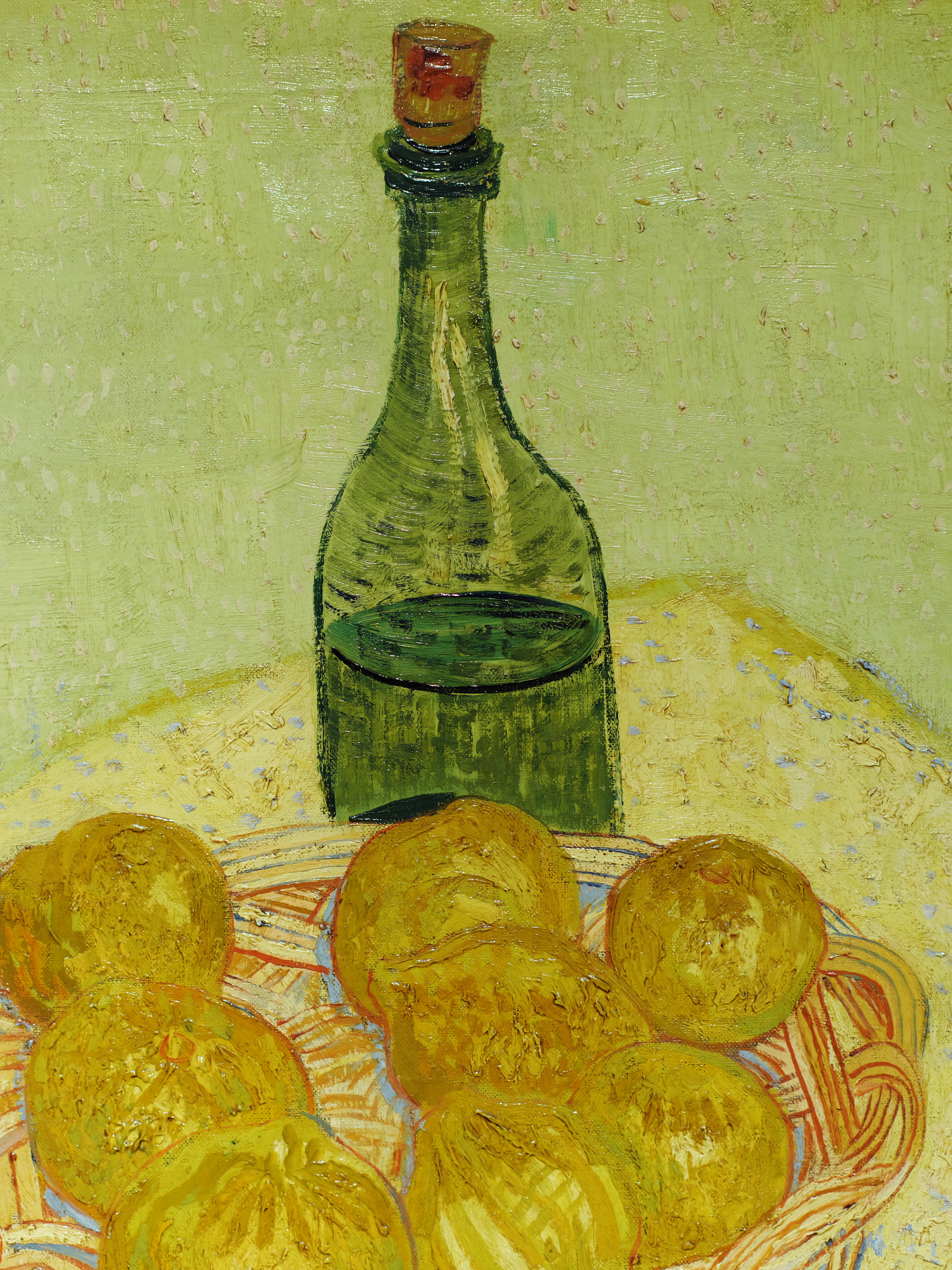
Detail aus dem Bild Flasche, Zitronen und Orangen (F384) in der Ausstellung Van Gogh. Stillleben

Von März bis Juni 2019 widmete sich eine Schau mit über 130 Werken aus der bislang kaum öffentlich gezeigten Sammlung Jacqueline Picasso – darunter Gemälde, Zeichnungen, Collagen, Skulpturen, Keramiken –, dem Spätwerk von Pablo Picasso.
Von Juli bis Oktober 2019 waren über 50 Werke aus den Nationalgalerien Barberini Corsini Rom, darunter eines der bedeutendsten Werke Caravaggios, das 1598/1599 entstandene Gemälde Narziss, in der Schau Wege des Barock zu sehen.
Die letzte Ausstellung des Jahres 2019, Van Gogh. Stillleben (Oktober 2019 – Februar 2020) war die erste Schau zu diesem Thema. Die in Kooperation mit dem Kröller-Müller Museum, Otterlo, und dem Van Gogh Museum, Amsterdam, sowie Leihgaben aus dem Art Institute of Chicago und der National Gallery of Art, Washington, konzipierte Schau analysierte anhand von über 20 Gemälden die entscheidenden Etappen im Werk und Leben van Goghs.

### Ausstellungen 2020 bis 2024
In Zusammenarbeit mit dem Denver Art Museum, wo die Ausstellung unter dem Titel Claude Monet: The Truth of Nature vom 20. Oktober 2019 bis zum 2. Februar 2020 zu sehen war, zeigte das Museum Barberini vom 22. Februar 2020 bis 19. Juli 2020 Monet. Orte.
Anschließend wurde zum 90. Geburtstag des Künstlers die Ausstellung Jasper Johns. The 100 Monotypes von Februar bis Juli 2020 gezeigt.
Vom 7. November 2020 bis 28. Februar 2021 gab es die Ausstellung Impressionismus in Russland. Aufbruch zur Avantgarde, während die Ausstellung Wolken und Licht. Impressionismus in Holland vom 8. Juli bis 22. Oktober 2023 die Niederlande zum Thema hatte.
Die Ausstellung Modigliani. Moderne Blicke zeigte vom 27. April bis zum 18. August 2024 rund 100 Werke von Amedeo Modigliani. Vom 14. September 2024 bis zum 12. Januar 2025 wurde die Ausstellung Maurice de Vlaminck. Rebell der Moderne über den prägenden Künstler der französischen Avantgarde Maurice de Vlaminck mit 73 Exponaten gezeigt.

### Ausstellung 2025
Die Ausstellung Kosmos Kandinsky. Geometrische Abstraktion im 20. Jahrhundert zeigte vom 15. Februar bis zum 18. Mai 2025 insgesamt 125 Werke von mehr als 70 Künstlerinnen und Künstlern (darunter auch Wassily Kandinsky) in ihren unterschiedlichsten Ausdrucksarten, die mal mehr, mal weniger inspiriert sind durch Wassily Kandinsky.
Unter dem Titel Mit offenem Blick. Der Impressionist Pissarro gibt das Museum mit mehr als 100 Werken, zusammengetragen aus einer internationalen Sammlung, vom 14. Juni bis 28. September 2025 einen Einblick in die umfang- und abwechslungsreiche Schaffensphase des entscheidenden Impulsgebers für den Impressionismus.

## Vermittlung
Das Museum Barberini legt Wert auf die wissenschaftliche und didaktische Aufbereitung seiner Ausstellungsthemen. Grundlage sind die einheitlich gestalteten Ausstellungskataloge, die in deutsch- und englischsprachigen Ausgaben in wissenschaftlichen Essays die Themen inhaltlich ausloten, und die durch Symposien mit internationalen Experten vorbereitet werden. Beiträge zu den Katalogen verfassten bisher u. a. Olivier Berggruen, Marina Ferretti Bocquillon, Stephen F. Eisenman (Northwestern University), Michael C. FitzGerald (Trinity College), Annette Haudiquet (Musée d’art moderne André Malraux), Christoph Heinrich (Denver Art Museum), Nancy Ireson (Barnes Foundation), Stephan Koja (Staatliche Kunstsammlungen Dresden), Stefan Koldehoff, Brigitte Leal (Centre national d'art et de culture Georges-Pompidou), Alexia Pooth (Stiftung Bauhaus Dessau), Lynette Roth (Harvard Art Museum), Martin Schieder, Corinna Thierolf (Pinakothek der Moderne), Richard Thomson, Sylvia Yount (The Metropolitan Museum of Art).
In den Ausstellungsräumen weisen Texte zu den einzelnen Räumen wie Exponaten auf die zentralen Aspekte hin. Eine inhaltliche Begleitung bieten für jede Ausstellung Audioguides, die in deutscher und englischer Sprache auf der Barberini App erhältlich sind.
Ausgehend von der Ausstellung Wege des Barock führt die Audiotour Italien in Potsdam auf der Barberini App als Stadtrundgang zu 30 Gebäuden und Kunstwerken, die im 18. und 19. Jahrhundert nach italienischen Vorbildern entstanden sind: von der Nikolaikirche – inspiriert vom Petersdom in Rom – über das an den Konstantinsbogen angelehnte Brandenburger Tor bis zur Orangerie in Sanssouci, in deren Architektur sich die Villa Medici in Rom spiegelt. Die Stadttour – gesprochen von Günther Jauch – begleitet durch die Stadt und ermöglicht einen visuellen Vergleich zwischen Potsdam und Italien.
Während der coronabedingten temporären Schließzeit im November 2020 erweiterte das Museum Barberini sein digitales Programm rund um die Präsentation Impressionismus. Die Sammlung Hasso Plattner: Neben der multimedialen Website zur Sammlungspräsentation, dem Barberini Prolog, werden nun 360°-Touren, gefilmte Kuratoren-Rundgänge sowie Live Touren und Live Talks angeboten. Täglich ermöglicht die sogenannte Barberini Live Tour einen virtuellen Besuch der Sammlung französischer Impressionisten. Gemeinsam mit einem Guide des Museums entdecken die Besucher in einer Zoom-Konferenz die über Werke von Claude Monet, Auguste Renoir, Berthe Morisot, Alfred Sisley, Camille Pissarro, Henri-Edmond Cross, Paul Signac und weiteren Malern des Impressionismus und Postimpressionismus. Im Gespräch mit dem Guide erleben die Teilnehmer die 360° Ansicht der Ausstellungsräume, erfahren mehr über die Maltechnik und die Künstlerbiographien und können die Gemälde aus der Nähe betrachten. Darüber hinaus finden Barberini Live Touren speziell für Familien statt.

## Auszeichnungen
Die gemeinnützige Organisation Stadtbild Deutschland verlieh dem Wiederaufbau des Palastes Barberini als Kunstmuseum den Titel „Gebäude des Jahres 2016“.

## Filme
- Museum Barberini und Das Minsk, Potsdam (= Museums-Check. Folge 78). Reportage, 30 Min., Moderation: Markus Brock, Produktion: 3sat. Erstausstrahlung: 18. Dezember 2022.[29]